# لانگنیدری
لانگنیدری (به انگلیسی: Longniddry) یک روستا در بریتانیا است که در لوتیان شرقی واقع شده‌است. لانگنیدری ۲٬۶۱۳ نفر جمعیت دارد.